# Isa ibn Ahmad al-Razi
Isa ibn Ahmad al-Razi fue un historiador y escritor árabe, cronista del califa al-Hakam II en la segunda mitad del siglo X.
Hijo de Ahmad ibn Muhammad al-Razi, también historiador, finalizó en Córdoba después del año 977 la composición de la obra más famosa de su padre, Historia de los reyes de Al-Andalus.
Isa ibn Ahmad al-Razi escribió sobre el alzamiento al poder de Pelayo en la actual Galicia, que desde entonces los cristianos comenzaron a defender las tierras bajo su poder contra los musulmanes, y los islamitas se apoderaron de su país, quedando solamente un dominio de trescientos hombres al mando de Pelayo. Los musulmanes lo atacaron hasta que murieron de hambre, quedando un total de treinta hombres y diez mujeres a su mando.